# Karin Larsson-Bergöö

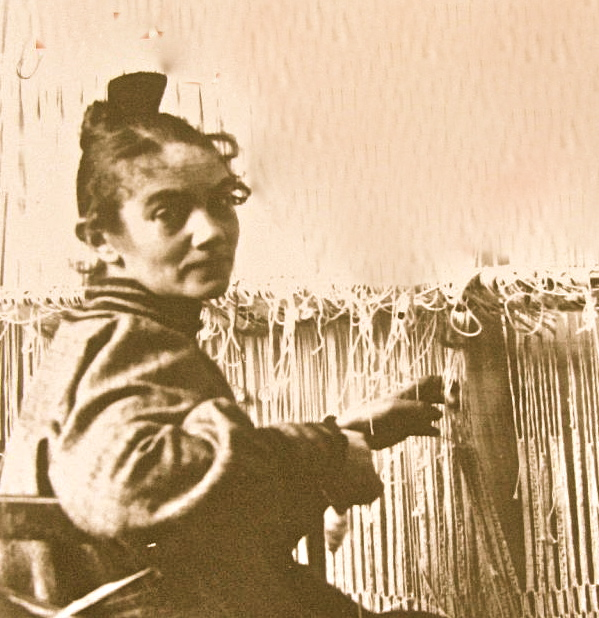
Karin Larsson- Bergöö

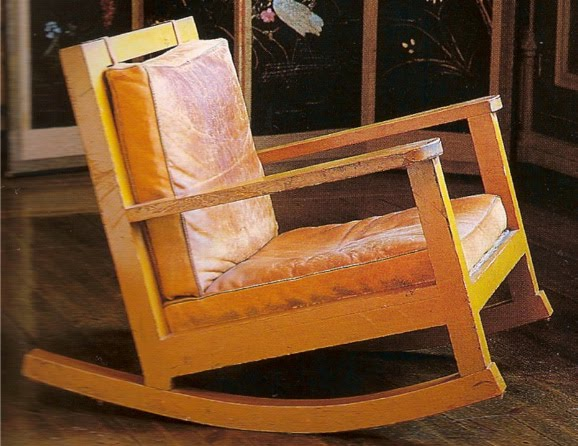
Karin Larsson-Bergöö- schommelstoel

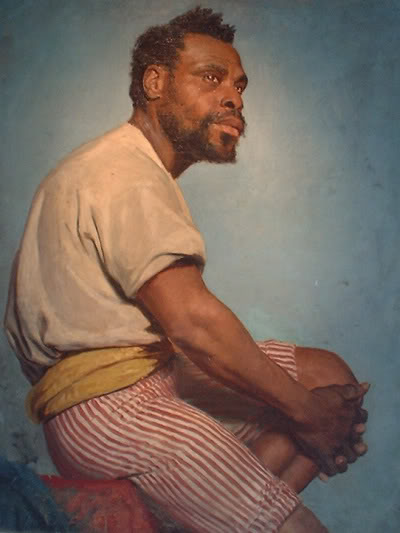
Portret Petterson Karin Larsson

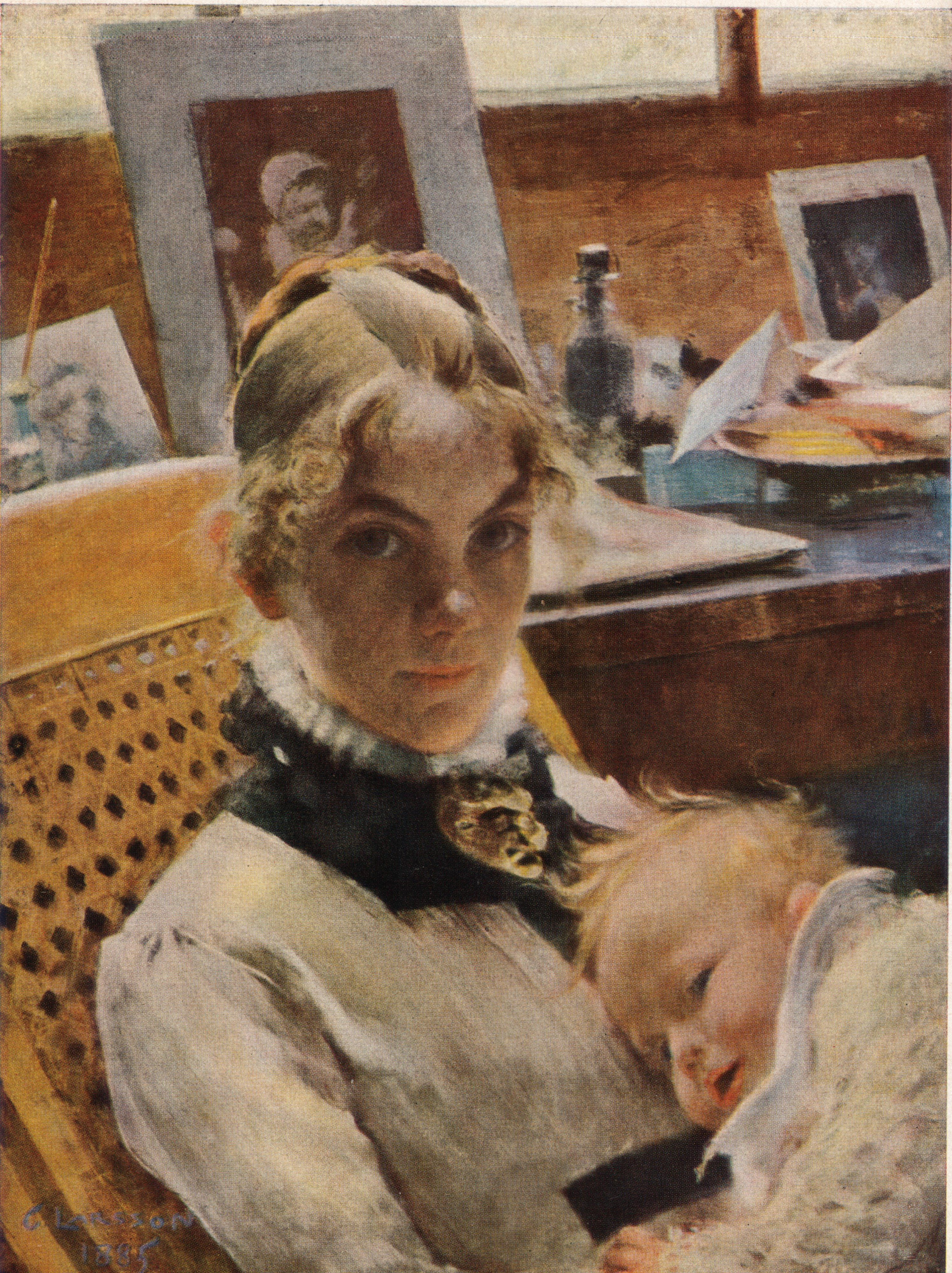
Karin Larsson-Bergöö geschilderd door haar man Carl Larsson.

Karin Larsson- Bergöö (3 oktober 1859 - 18 februari 1928) was een Zweeds kunstenares. Ze schilderde, weefde en ontwierp meubels en hield zich bezig met binnenhuisarchitectuur. Ze was getrouwd met de kunstenaar Carl Larsson, die zij in de Zweedse kunstenaarskolonie in het Franse Grez-sur-Loing leerde kennen, en voor wie zij een bron van inspiratie betekende. Zoals dat in die tijd zo vaak ging, moest zij zich meer met de verzorging en opvoeding van hun kinderen bezighouden (zij kregen er acht) dan met haar eigen werk. Toch zijn er veel ontwerpen van haar hand bekend. Haar interieur-, meubel-, en textielontwerpen hebben invloed gehad op latere bedrijven zoals IKEA.

## Bron
- Literatuur Carl and Karin Larsson, creators of the swedish style. Edited by Michael Snodin and Elisabet Stavenow- Hidemark. A bulfinch Press Book. Little Brown and Company 1977
- Literatuur Karin Larssons Vårld. Auteur Lena Rydin. Uitgeverij Bonnier Fakta 2009
- Literatuur Karin Larsson och blommorna i Sundborn. Auteur Christina Högardh-Ihr. Uitgeverij Norstedts 2010